# Rote Erde
Rote Erde é uma série televisiva alemã sobre a vida numa região mineira do Ruhr, no final do século XIX e início do século XX. Foi emitido pela cadeia de televisão Westdeutscher Rundfunk em 1983.